# Nelson Mandela
 Nelson Rolihlahla Mandela (n. 18 iulie 1918, Umtata, Capul Bunei Speranțe, Africa de Sud– d. 5 decembrie 2013) a fost un om politic sud-african, care a deținut funcția de președinte al Africii de Sud în intervalul 1994-1999. Adversar al apartheidului, a fost primul președinte al Africii de Sud ales prin vot universal, într-un scrutin larg reprezentativ și cu participare multirasială. Guvernarea lui Mandela s-a axat pe dezmembrarea moștenirii apartheidului, prin combaterea rasismului instituționalizat, a sărăciei și a inegalității și promovarea reconcilierii rasiale. Un susținător al pan-africanismului și al socialismului democratic, el a fost președinte al partidului Congresul Național African din 1991 până în 1997. Pe plan internațional, Mandela a fost secretar general al organizației interguvernamentale Mișcarea de Nealiniere, între 1998 și 1999.
Vorbitor al limbii xhosa, trăgându-se din familia regală a tribului Thembu, Mandela a urmat cursurile Universității Fort Hare și ale Universității din Witwatersrand, unde a studiat dreptul. Trăind în Johannesburg, el s-a implicat în politica anti-colonialistă, devenind membru al Congresului Național African și fiind unul dintre întemeietorii African National Congress Youth League, organizația de tineret a partidului. Anul 1948 a marcat venirea la putere a Partidului Național, care a început aplicarea apartheidului. Mandela a dobândit notorietate în 1952, în cadrul așa-numitei Defiance Campaign against Unjust Laws (română Campania de nerespectare a legilor injuste), o inițiativă pașnică de nesupunere civilă. În 1953 a devenit conducătorul organizației partidului în regiunea Transvaal, funcție în care a supervizat conferința Congress of the People din 1955, în cadrul căreia s-a format o coaliție de partide opuse apartheidului, cu ANC-ul în frunte. Lucrând între timp ca avocat, a fost arestat de mai multe ori pentru incitare la revoltă. Alături de conducerea partidului, a fost judecat între 1956 și 1961 pentru trădare, însă nu a fost condamnat. Deși fusese inițial un adept al opoziției pașnice, și-a revizuit poziția, devenind cofondator Umkhonto we Sizwe, facțiunea armată a Congresului Național African, care este responsabilă pentru un număr de atacuri cu bombă împotriva guvernului. Arestat în 1962, a fost condamnat pe viață la 12 iunie 1964, fiind eliberat după 26 de ani de închisoare, la 11 februarie 1990, în urma unei campanii internaționale de lobby pentru cauza sa.
Devenind președintele Congresului Național African, Nelson Mandela și-a publicat autobiografia și a condus negocierile cu președintele țării, F.W. de Klerk pentru abolirea politicii opresive a apartheidului și organizarea de alegeri universale. Acestea au adus în 1994 victoria partidului său, fiind format un guvern de unitate națională. Ca președinte de stat (conducător de jure și de facto al guvernului), a inițiat o nouă constituție și a format o comisie pentru cercetarea abuzurilor împotriva drepturilor omului din trecut. A introdus politici menite să încurajeze reforma agrară, extinderea serviciilor de sănătate publică și combaterea sărăciei. Pe plan internațional și-a asumat responsabilitatea pentru invazia din 1998 a statului Lesotho și a acționat ca mediator între Libia și Marea Britanie, pe fundalul procesului privitor la atentatul terorist asupra zborului Pan Am 103. Nu a mai candidat pentru un al doilea mandat, fiind urmat în funcție de către Thabo Mbeki. S-a concentrat pe activități caritative în combaterea sărăciei și a epidemiei HIV/SIDA, prin Fundația Nelson Mandela.
O figură controversată de-a lungul întregii sale vieți, criticii de dreapta l-au denunțat drept terorist și simpatizant comunist. Totuși a primit o multitudine de premii internaționale pentru poziția sa în privința colonialismului și discriminării: între ele Premiul Nobel pentru Pace (1993), Presidential Medal of Freedom și Ordinul Lenin. Respectat în țara sa, a fost descris drept „părinte al națiunii”. Se face adesea referire la el pe numele său tribal, Madiba.

## Biografie

### Copilăria (1918-1936)
Mandela s-a născut la 18 iulie 1918 în satul Mvezo în Umtatu, pe atunci parte a provinciei Cape a Africii de Sud. Având prenumele Rolihlahla, un termen din limba xhosa cu sensul colocvial de "necazuri", mai târziu a devenit cunoscut pe numele său tribal, Madiba. Străbunicul lui pe linie paternă, Ngubengcuka, era conducătorul poporului Thembu în teritoriile Transkeian din provincia Eastern Cape a Africii de Sud. Unul din fiii acestui rege, numit Mandela, a fost bunicul lui Nelson, de la care se trage numele de familie al politicianului. Pentru că Mandela a fost copilul regelui dintr-o uniune morganatică cu o soție din clanul Ixhiba, descendenții acestei ramuri inferioare a familiei regale erau excluși de la moștenirea tronului, dar recunoscuți drept consilieri regali ereditari.
Tatăl său, Gadla Henry Mphakanyiswa, a fost un șef de trib local și consilier al monarhului, a fost numit în funcție în 1915, după ce predecesorul său fusese acuzat de corupție de către un magistrat alb din partidul aflat la guvernare. În 1926, Gadla a fost de asemenea demis pentru corupție, dar lui Nelson i s-a spus că tatăl își pierduse locul de muncă pentru că s-ar fi opus cererilor nerezonabile ale magistratului. Un adept al lui zeului Qamata, Gadla a fost un poligam, având patru neveste, patru fii si nouă fiice, care trăiau în sate diferite. Mama lui Nelson a fost a treia soție a lui Gadla, Nosekeni Fanny, care era fiica Nkedama, un membru al clanului amaMpemvu al Xhosa.
„Nimeni din familia mea nu mersese la școală [...] În prima zi de școală, domnișoara Mdingane, profesoara mea, ne-a dat fiecăruia dintre noi un nume englezesc. Acesta era obiceiul printre africani în acea vreme și se datora fără dubiu influenței britanice asupra educației noastre. În acea zi, domnișoara Mdingane mi-a spus că noul meu nume este Nelson. De ce anume Nelson, nu știu.” 
Mandela a crescut împreună cu două surori în Qunu, satul mamei sale, unde avea grijă de turmele de vite și petrecea mult timp afară cu alți băieți. Mai târziu avea să  afirme că viața sa timpurie fusese dominată de „tradiție, ritualuri și tabuuri”. Ambii săi părinți erau analfabeți, dar fiind creștină devotată, mama lui l-a trimis la o școală locală metodistă, la vârsta de șapte ani. Când a fost botezat în cultul metodist, lui Mandela i-a fost dat prenumele  englez „Nelson” de către profesoara sa, care nu dorea să rețină toate numele tribale ale elevilor ei. Când Mandela avea nouă ani, tatăl său a venit să la Qunu în mod neașteptat, unde a murit de o boală nediagonisticată, despre care viitorul politician credea că era pulmonară. Mandela scria că s-a simțit dezrădăcinat de acest deces și că a moștenit de la tatăl său mândria și spiritul de rebeliune, cât și încăpățânarea pentru echitate.
După o scurtă perioadă de doliu, mama lui l-a dus pe Mandela la palatul Great Place din Mqhekezweni, capitala provizorie a Thembuland, unde l-a încredințat tutelei lui Chief Jongintaba Dalindyebo, regentul tribului Thembu și rudă a sa. Nu avea să își vadă mama pentru mult timp, însă a fost tratat de Jongintaba și soția lui Noengland ca propriul lor copil, fiind crescut alături de fiul lor Justice și fiica Nomafu. Cum Mandela mergea la slujbele bisericești în fiecare duminică, creștinismul a devenit o parte semnificativă a vieții sale. A urmat o școală misionară metodistă din apropierea palatului, unde a studiat engleza, xhosa, istoria și geografia. A prins dragoste de istoria africană, ascultând poveștile oaspeților în vârstă ai palatului și fiind influențat de retorica anti-imperialistă a lui Chief Joyi. Totuși, la acel moment Mandela îi considera pe colonialiștii europeni binefăcători, nu opresori. La vârsta de 16 ani, a mers împreună cu Justice și alți băieți la Tyhalarha, unde au fost supuși ritualului circumciziei, care marca simbolic tranziția de la copilărie la maturitate; cu această ocazie a primit numele Dalibunga.

### Clarkebury, Healdtown și Fort Hare (1936–1940)

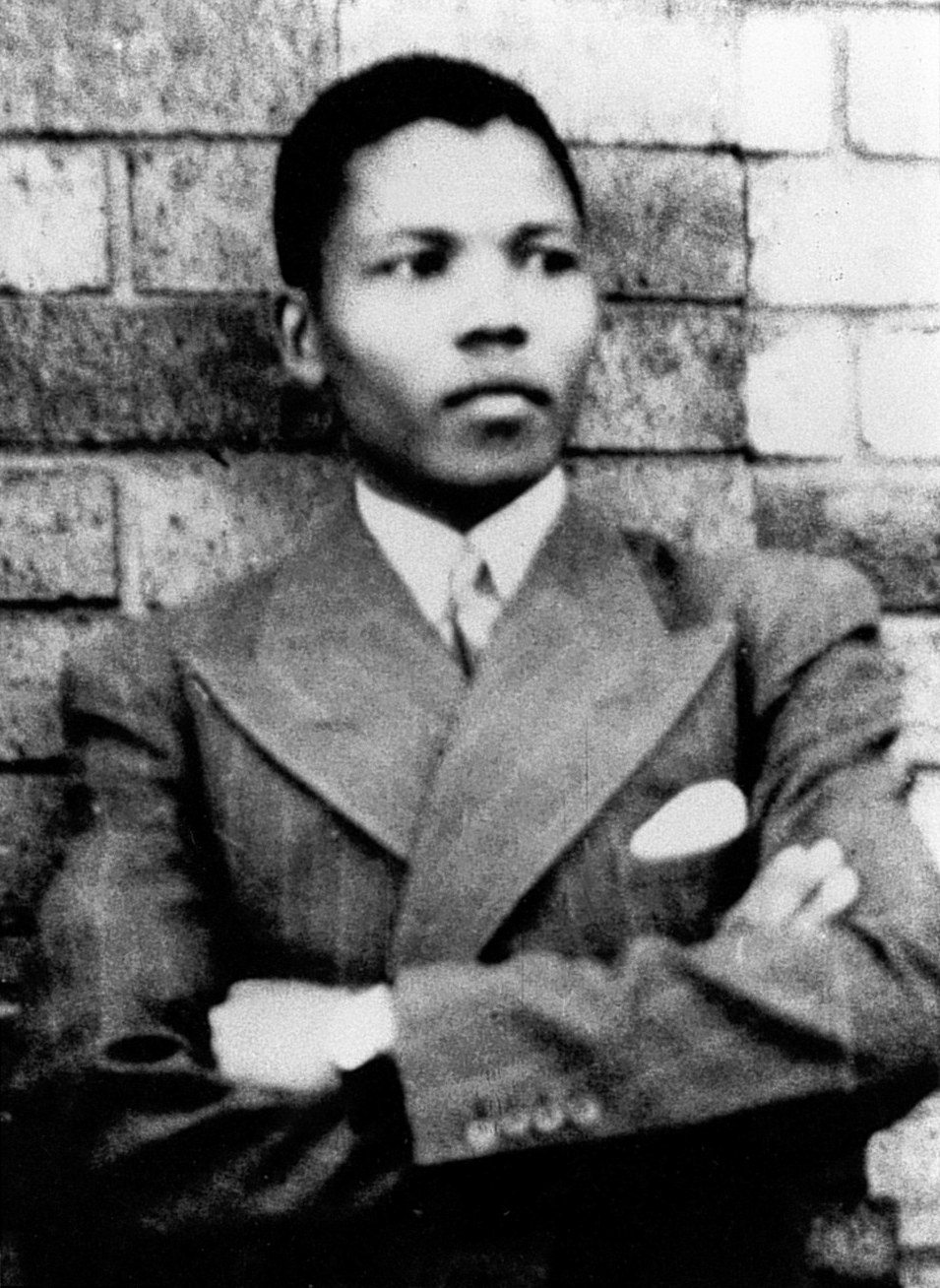
Nelson Mandela, cca. 1937

Având intenția de a dobândi cunoștințele pentru a deveni consilier al casei regale a tribului Thembu, Nelson Mandela a început educația secundară la Clarkebury Boarding Institute din Engcobo, o instituție organizată după modelul vestic, cea mai mare școală pentru negri din Thembuland. El scria că datorită faptului că trebuia să socializeze cu alți elevi de pe o poziție de egalitate, și-a pierdut infatuarea, împrietenindu-se pentru prima dată cu o fată, Mathona; aici a început să joace sporturi și a debândit iubirea sa de o viață petru grădinărit. A obținut în doi ani diploma de absolvire a studiilor secundare inferioare (în engleză Junior Certificate). În 1937 s-a mutat la Healdtown Comprehensive School, un colegiu metodist din Fort Beaufort, unde învăța ce mai mare parte a nobilimii Thembu, inclusiv „fratele” său Justice. În timp ce directorul Arthur Wellington era un preopinent al superiorității culturii și sistemului politic englez, Mandela devenea tot mai interesat de cultura nativilor africani, făcându-și primul prieten vorbitor al limbii sotho (și nevorbitor de xhosa) și fiind influențat de profesorul Frank Lebentlele, un xhosa care înfruntase tabuul și se căsătorise cu o fată sotho. Această uniune reușise - după propria lui mărturie - să îl miște dinspre tribalismul parohial în care credea înspre ideea unei identități africane comune. Petrecându-și mare parte a timpului liber cu alergări pe distanțe lungi și boxul, în al doilea an Mandela a ajuns „prefect”, un elev însărcinat cu diferite responsabilități.
Cu susținerea lui Jongintaba, Mandela a început studiile universitare de licență (engleză Bachelor of Arts) la Universitatea din Fort Hare, o instituție de elită pentru negri, cu aproximativ 150 de studenți. Acolo a urmat cursuri de engleză, antropolgie, administrație și drept roman-olandez, dorind în primul an să devină traducător sau funcționar în Departamentul de afaceri native. Locuia în căminul Wesley House, unde s-a împrietenit cu Oliver Tambo și K.D. Matanzima. Păstrându-și interesul pentru sporturi, Mandela s-a apucat de dansuri și actorie, jucând într-o piesă despre Abraham Lincoln. Ca membru al asociației studenților creștini, a predat religia în comunitatea locală. Tot atunci a devenit un susținător vocal al taberei engleze în cel de-al Doilea Război Mondial. Deși avea prieteni cu legături în partidul African National Congress și în mișcarea anti-imperialistă, Mandela a evitat orice implicare în politică. A co-fondat un comitet al studenților din primul an, care se opunea dominației studenților din cel de-al doilea an, iar la sfârșitul primului său an a participat la un boicot al studenților împotriva calității proaste a mâncării, ceea ce i-a adus suspendarea temporară de la cursuri. A părăsit universitatea fără să obțină diploma de absolvire.

### În Johannesburg (1941–1943)
Reîntors la Mqhekezweni în decembrie 1940, Mandela aflat că Jongintaba aranjase căsătorii pentru el și Justice; descurajați, cei doi tineri au fugit via Queenstown la Johannesburg, unde au ajuns în aprilie 1941. Mandela și-a găsit un loc de muncă la minele Crown, ca paznic, „prima experiență proprie cu capitalismul sud-african în acțiune”, însă a fost concediat după ce șeful (induna) a aflat că era fugar. Locuind la un văr al său în George Goch Township, Mandela a făcut cunoștință cu vânzătorul de locuințe și activist al ANC Walter Sisulu, care i-a aranjat un post de funcționar la firma de avocatură Witkin, Sidelsky and Edelman. Aceasta era condusă de către un evreu liberal, Lazar Sidelsky, care avea simpatii pentru cauza ANC. În firmă, Mandela s-a împrietenit cu Gaur Redebe, un xhosa care era membru al ANC și al Partidul Comunist Sud-African, precum și cu Nat Bregman, o comunist evreu care a devenit primul său prieten alb. Participând la întâlniri și la petreceri ale comuniștilor, Mandela a fost impresionat că albii, africanii, indienii și alți etnici interacționau ca egali. Totuși, mai târziu a scris că nu s-a alăturat partidului comunist întrucât nu putea să împace creștinismul său cu ateismul acestuia și pentru că vedea chestiunea sud-africană drept un conflict etnic, nu de clasă. Devenind tot mai interesat de politică, în august 1943 a participat la un marș de protest încununat de succes împotriva măririi prețurilor la transportul în comun. 
Pentru a-și continua educația superioară, Mandela s-a înscris la cursuri prin corespondență la University of South Africa, lucrând noaptea pentru licență.
Cu salariul său mic, Mandela a închiriat o cameră în casa familiei Xhoma în localitatea suburbană (engleză township) Alexandra; deși locul era sărăcăcios, poluat și afectat de o criminalitate mare, el a rămas mereu pentru Mandela un loc drag. Deși era rușinat de sărăcia sa, el a făcut curte unei femei swazi, înainte de a încerca – fără succes – să îi facă curte fiicei chiriașilor săi. Pentru a strânge bani și a fi mai aproape de centrul Johannesburgului, Mandela s-a mutat în zona Witwatersrand Native Labour Association, trăind printre mineri din diferite triburi; cum ea era un loc de popas pentru șefii tribali aflați în trecere, cu o ocazie a întâlnit-o chiar pe Mantsebo Moshweshwe, regina ținutului Basutoland. Către sfârșitul lui 1941, regentul Jongintaba l-a vizitat, iertându-l pe  Mandela pentru că fugise. După ce s-a întors în Thembuland, regentul a mai trăit până în iarna lui 1942, Mandela și Justice ajungând cu o zi prea târziu pentru înmormântare. După ce a trecut examenul de licență în 1943, Nelson Mandela s-a întors în Johannesburg pentru a urma ca avocat o carieră politică, în loc de-a se întoarce drept consilier regal în Thembuland. În autobiografie el scria că nu a trăit o epifanie, ci pur și simplu „a acționat așa cu a simțit, neputând să facă altfel”.

## Președinție
Ceremonia de inaugurare în funcția de președinte a avut loc la Pretoria, pe data de 11 mai 1994; a fost televizată, fiind urmărită de un public de cca. un miliard de telespectatori, la nivel global. La eveniment au participat 4000 de persoane, inclusiv lideri mondiali cu animozități reciproce. Nelson Mandela, primul președinte de culoare al Africii de Sud, a devenit șeful unui guvern de uniune națională dominat de ANC – care nu avea experiență de guvernare - dar care conținea și reprezentanți din Partidul Național și Inkatha. În conformitate cu înțelegerile anterioare, de Klerk a devenit primul președinte adjunct, în timp ce Thabo Mbeki a fost numit al doilea președinte adjunct.  Deși Mbeki nu fusese prima sa alegere pentru funcție, Mandela avea să ajungă să se bazeze foarte mult pe el de-a lungul președinției sale, permițându-i să organizeze chestiunile politice în detaliu. Mutându-și administrația în reședința  prezidențială din casa De Tuynhuys în Cape Town și alegând conacul Westbrooke din apropiere drept reședință personală, Mandela i-a permis de Klerk să-și păstreze reședința prezidențială din Schuur Estate Groote. Păstrându-și casa din Houghton, el a construit de asemenea o casă în satul natal Qunu, unde mergea regulat, plimbându-se prin împrejurimi, întâlnind localnicii și judecând disputele tribale.

## Decesul și funeraliile

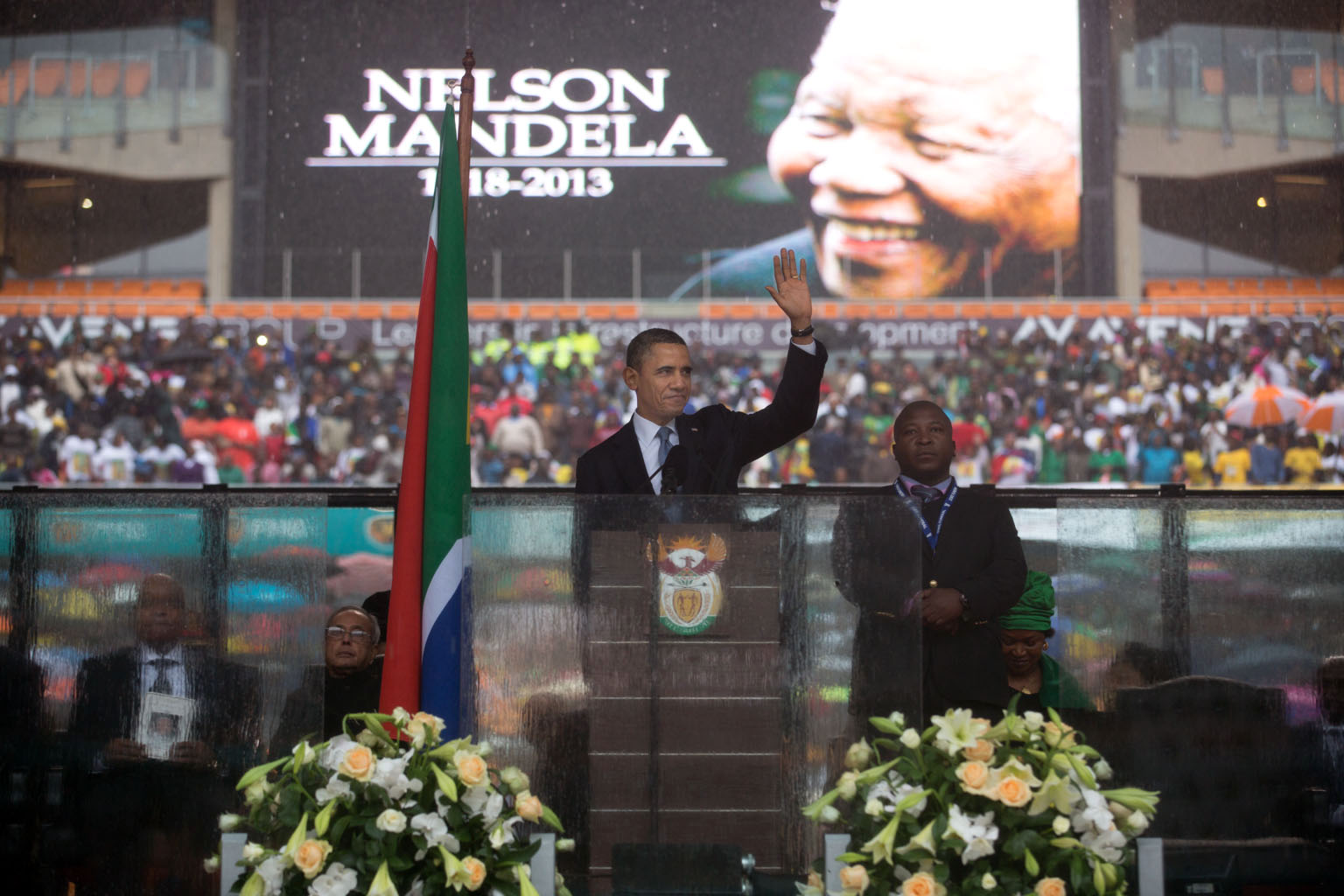
Președintele american Barack Obama prezintă discursul său la funeraliile de stat ale lui Mandela

După ce a suferit un timp îndelungat de infecții respiratorii, Nelson Mandela a murit pe 5 decembrie 2013, la vârsta de 95 de ani. Moartea sa a survenit la ora 20:50 local time (UTC+2), în casa sa din Houghton, Johannesburg, înconjurat de familia sa. Decesul său a fost anunțat public prin intermediul televiziunii de către Președintele Jacob Zuma. 
Pe 6 decembrie 2013, Președintele Zuma a anunțat doliu național de 10 zile. Pe 10 decembrie, a avut loc o ceremonie omagială comemorativă destinată fostului președinte sud-african. Ea s-a ținut pe stadionul Soccer City, cu participarea a aproape 100 de oficiali din întreaga lume, și a circa 50.000 de persoane.
Între 11–13 decembrie, corpul neînsuflețit al lui Mandela a fost depus la Union Buildings în Pretoria, iar înhumarea a avut loc 15 decembrie 2013 în Qunu, Africa de Sud. satul său natal, situat la peste 900 de kilometri de Johannesburg, în provincia Eastern Cape.
O zi după înmormântare, de Ziua Reconcilierii, președintele Africii de Sud, Jacob Zuma, a dezvelit în Pretoria o statuie de bronz înaltă de 9 metri ce îl reprezintă pe Nelson Mandela zâmbitor, cu brațele întinse lateral, ca pentru a îmbrățișa întreaga națiune. Statuia cântărește 3,5 tone. Distanța dintre vârfurile degetelor este de 8 metri. Statuia, comandată la mijlocul lunii iulie 2013 a fost terminată în doar 4 luni de sculptorii sudafricani André Prinsloo și Ruhan Janse van Vuuren.

## Apreciere și recunoștință
În noiembrie 2009, Adunarea Generală a Națiunilor Unite a proclamat ziua de 18 iulie (ziua lui de naștere) drept Ziua Mandela.

### Statuie la Oradea
La 17 iulie 2015, în ajunul sărbătoririi Zilei Internaționale Mandela, la Primăria din Oradea a fost dezvelit un bust al lui Nelson Mandela. Această primă statuie a lui Mandela din România a fost creată de sculptorița maghiară Gerő Katalin, membră a Clubului Rotary din Budapesta. Sculptura a fost dezvelită de Excelența Sa doamna Tenjiwe Mtintso, ambasador al Republicii Africa de Sud în România, viceprimarul municipiului Oradea, Mircea Mălan, și de sculptorița Gerő Katalin.